# Place des Volontaires-de-la-Défense-Passive
La place des Volontaires-de-la-Défense-Passive est une place de Nantes, en France.

## Situation et accès
Située dans le centre-ville de Nantes, au milieu du tracé de la rue du Calvaire, elle dessert également les rues La Fayette, de Budapest et Boileau.
Le nord de la place marque la limite secteur sauvegardé de Nantes. L'immeuble bordant l'esplanade à cet endroit ne fait pas partie du secteur protégé, contrairement aux trois autres.

## Origine du nom
La dénomination de cette place rend hommage aux volontaires qui, durant la Seconde Guerre mondiale, organisèrent la défense passive dans la ville, notamment durant les bombardements des 16 et 23 septembre 1943, qui éprouvèrent particulièrement le quartier où elle se situe.

## Historique
La place est créée de toutes pièces lors de la reconstruction de la ville après le dernier conflit mondial. Elle s'inscrit dans le cadre du plan de réaménagement de la rue du Calvaire, détruite par les bombardements de 1943. Les travaux sont menés par l'architecte Michel Roux-Spitz et Yves Liberge, son adjoint. L'ampleur des destructions autorise un projet urbanistique différent de l'ancienne configuration ; la nouvelle place des Volontaires-de-la-Défense-Passive est une des innovations réalisées. Un des lots d'habitations définis à cette période est situé sur la place. Il s'agit de « l'immeuble numéro 2 », dont la construction est confiée à l'architecte Claude Devorsine.
Elle prend son nom actuel par délibération du conseil municipal du 18 mars 1957.
À la suite d'une délibération du conseil municipal du 20 juin 2008, une plaque commémorative est apposée, évoquant les noms de volontaires de la défense passive de Nantes fusillés, tués en service ou lors des bombardements de la Seconde Guerre mondiale, ainsi que lors d'opérations de déminage après le conflit.

## Bâtiments remarquables et lieux de mémoire
L'immeuble à l'angle des rues La Fayette et de Budapest, au nord de la place, baptisé « immeuble Prisunic », est achevé en 1952. Il est l'œuvre de trois architectes : Yves Liberge, F. Grimm-Provence et M. Courbe. L'immeuble répond aux canons du courant moderne : masses aveugles, contraste entre parois lisses et blanches et surfaces empierrées, retrait du dernier étage, etc. Par contre, l'édifice reste classique de par sa symétrie, son axialité et la courbe de sa façade qui respecte la forme de la place qu'il borde.

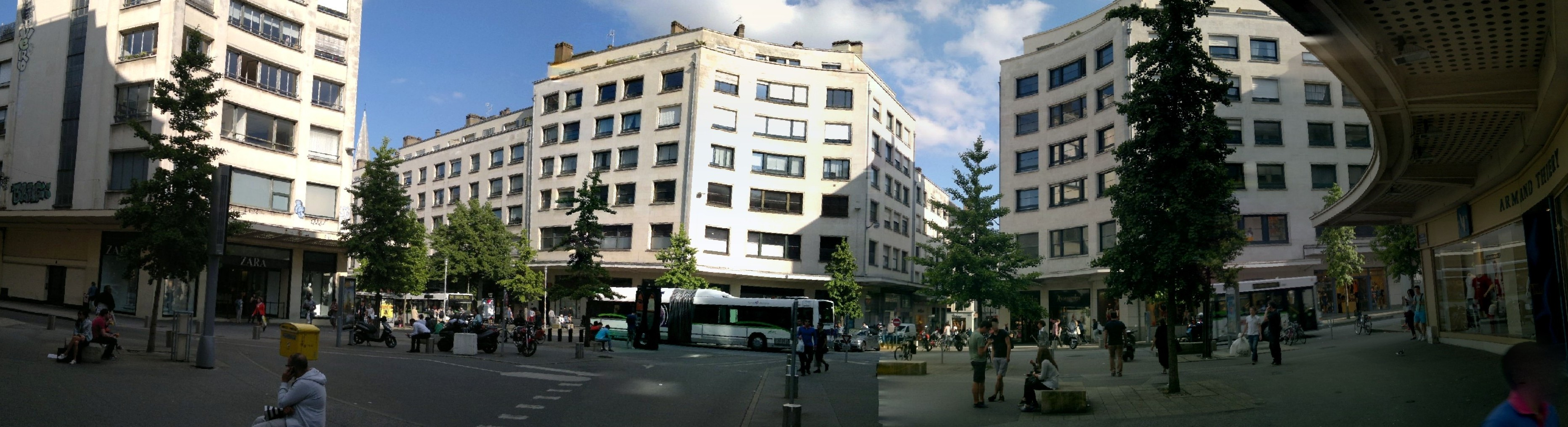
Panoramique de la place vue de la rue La Fayette.